# Fort Johnson North
Fort Johnson North és una població dels Estats Units a l'estat de Louisiana. Segons el cens del 2000 tenia 3.279 habitants.

## Demografia
Segons el cens del 2000, Fort Johnson North tenia 3.279 habitants, 1.076 habitatges, i 1.039 famílies. La densitat de població era de 155,9 habitants/km².
Dels 1.076 habitatges en un 67,8% hi vivien nens de menys de 18 anys, en un 91,5% hi vivien parelles casades, en un 4% dones solteres, i en un 3,4% no eren unitats familiars. En el 3,2% dels habitatges hi vivien persones soles el 3,2% de les quals corresponia a persones de 65 anys o més que vivien soles. El nombre mitjà de persones vivint en cada habitatge era de 3,05 i el nombre mitjà de persones que vivien en cada família era de 3,1.
Per edats la població es repartia de la següent manera: un 36,2% tenia menys de 18 anys, un 20,8% entre 18 i 24, un 42,2% entre 25 i 44, un 0,7% de 45 a 60 i un 0,1% 65 anys o més.
L'edat mediana era de 23 anys. Per cada 100 dones de 18 o més anys hi havia 99,2 homes.
La renda mediana per habitatge era de 31.921 $ i la renda mediana per família de 32.037 $. Els homes tenien una renda mediana de 25.729 $ mentre que les dones 19.044 $. La renda per capita de la població era d'11.425 $. Entorn del 8,7% de les famílies i el 10,2% de la població estaven per davall del llindar de pobresa.

## Poblacions més properes
El següent diagrama mostra les poblacions més properes.